# Élections législatives de 1968 dans le Gers
Les élections législatives françaises de 1968 se déroulent les 23 et 30 juin 1968. Dans le département du Gers, deux députés sont à élire dans le cadre de deux circonscriptions.

## Élus
| Circonscription | Député sortant        | Parti | Parti       | Député élu ou réélu   | Parti | Parti       |
| --------------- | --------------------- | ----- | ----------- | --------------------- | ----- | ----------- |
| 1re             | Paul Vignaux          |       | FGDS (SFIO) | Paul Vignaux          |       | FGDS (SFIO) |
| 2e              | Pierre de Montesquiou |       | CR          | Pierre de Montesquiou |       | CR          |

## Résultats

### Résultats à l'échelle du département
| Parti          | Parti                                           | Premier tour | Premier tour | Second tour | Second tour | Sièges |
| Parti          | Parti                                           | Voix         | %            | Voix        | %           | Sièges |
| -------------- | ----------------------------------------------- | ------------ | ------------ | ----------- | ----------- | ------ |
|                | Section française de l'Internationale ouvrière  | 16 079       | 18,61        | 24 176      | 52,85       | 1      |
|                | Parti radical                                   | 8 318        | 9,63         | Retrait     | Retrait     | 0      |
|                | Fédération de la gauche démocrate et socialiste | 24 397       | 28,23        | 24 176      | 52,85       | 1      |
|                |                                                 |              |              |             |             |        |
|                | Union pour la défense de la République          | 12 597       | 14,58        | 21 572      | 47,15       | 0      |
|                | Union des républicains de progrès               | 12 597       | 14,58        | 21 572      | 47,15       | 0      |
|                |                                                 |              |              |             |             |        |
|                | Progrès et démocratie moderne                   | 32 197       | 37,26        | Retrait     | Retrait     | 1      |
|                | Parti communiste français                       | 12 505       | 14,47        | Retrait     | Retrait     | 0      |
|                | Parti socialiste unifié                         | 4 712        | 5,45         |             |             | 0      |
|                |                                                 |              |              |             |             |        |
| Inscrits       | Inscrits                                        | 113 705      | 100,00       | 59 510      | 100,00      | 2      |
| Abstentions    | Abstentions                                     | 25 634       | 22,54        | 12 472      | 20,96       |        |
| Votants        | Votants                                         | 88 071       | 77,46        | 47 038      | 79,04       |        |
| Blancs et nuls | Blancs et nuls                                  | 1 663        | 1,89         | 1 290       | 2,74        |        |
| Exprimés       | Exprimés                                        | 86 408       | 98,11        | 45 748      | 97,26       |        |

### Résultats par circonscription

#### Première circonscription (Auch)
| Candidat       | Candidat                   | Parti          | Premier tour | Premier tour | Second tour | Second tour |  |
| Candidat       | Candidat                   | Parti          | Voix         | %            | Voix        | %           |  |
| -------------- | -------------------------- | -------------- | ------------ | ------------ | ----------- | ----------- |  |
|                | Paul Vignaux sortant réélu | FGDS (SFIO)    | 16 079       | 35,85        | 24 176      | 52,85       |  |
|                | Jean-Louis Quéreillahc     | UDR (URP)      | 12 597       | 28,09        | 21 572      | 47,15       |  |
|                | Robert Dauzère             | CD (PDM)       | 10 102       | 22,53        | Retrait     | Retrait     |  |
|                | Augustin Pujol             | PCF            | 6 067        | 13,53        | Retrait     | Retrait     |  |
|                |                            |                |              |              |             |             |  |
| Inscrits       | Inscrits                   | Inscrits       | 59 548       | 100,00       | 59 510      | 100,00      |  |
| Abstentions    | Abstentions                | Abstentions    | 13 844       | 23,25        | 12 472      | 20,96       |  |
| Votants        | Votants                    | Votants        | 45 704       | 76,75        | 47 038      | 79,04       |  |
| Blancs et nuls | Blancs et nuls             | Blancs et nuls | 859          | 1,88         | 1 290       | 2,74        |  |
| Exprimés       | Exprimés                   | Exprimés       | 44 845       | 98,12        | 45 748      | 97,26       |  |

#### Deuxième circonscription (Condom)
|                | Pierre de Montesquiou sortant réélu | CR (PDM)       | 22 095 | 53,16  |  |  |  |
|                | André Cellard                       | FGDS (Radical) | 8 318  | 20,01  |  |  |  |
|                | Joseph Lamothe                      | PCF            | 6 438  | 15,49  |  |  |  |
|                | Alexandre Baurens                   | PSU            | 4 712  | 11,34  |  |  |  |
|                |                                     |                |        |        |  |  |  |
| Inscrits       | Inscrits                            | Inscrits       | 54 157 | 100,00 |  |  |  |
| Abstentions    | Abstentions                         | Abstentions    | 11 790 | 21,77  |  |  |  |
| Votants        | Votants                             | Votants        | 42 367 | 78,23  |  |  |  |
| Blancs et nuls | Blancs et nuls                      | Blancs et nuls | 804    | 1,9    |  |  |  |
| Exprimés       | Exprimés                            | Exprimés       | 41 563 | 98,1   |  |  |  |